# Gare de Jodoigne
La gare de Jodoigne est une ancienne gare ferroviaire belge, aujourd'hui démolie, de la ligne 142, de Namur à Tirlemont. Elle était située dans la commune de Jodoigne dans la province du Brabant wallon en Région wallonne.
Une gare du vicinal établie à proximité à conservée son bâtiment devenu un dépôt de bus.

## Situation ferroviaire
La gare de Jodoigne était située au point kilométrique (PK) 31,40 de la ligne de Namur à Tirlemont (142), entre les gares de Huppaye et de Saint-Jean-Geest.

## Histoire

### Gare ligne 142

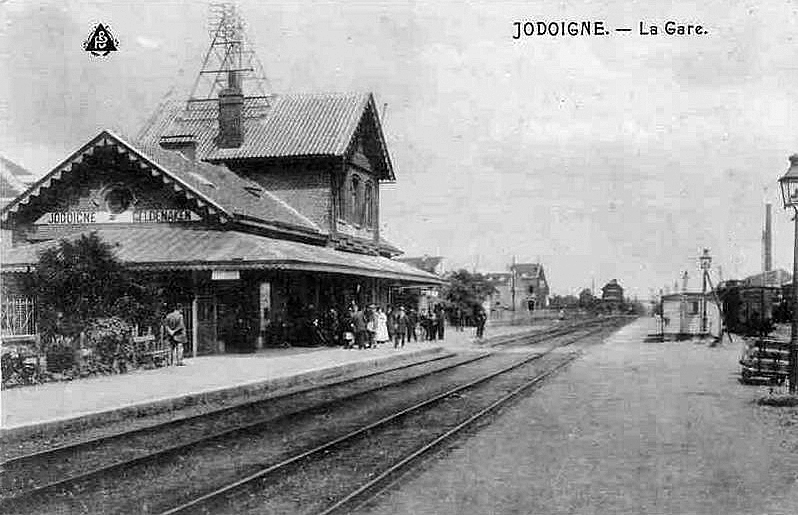
La gare vers 1910, avec à l'horizon le bâtiment du vicinal.

La Compagnie du Chemin de Fer de Tamines à Landen, concessionnaire du réseau de la croix de Hesbaye inaugure la section de Tirlemont à Ramillies comprenant une gare à Jodoigne le 6 juin 1867. Les Chemins de fer de l'État belge rachètent la compagnie en 1871 conservent le bâtiment de gare dû aux architectes du Tamines-Landen.
La SNCB supprime les trains de voyageurs entre Tirlemont et Ramillies le 20 novembre 1960 ; des trains de marchandises continuant à arpenter cette section au départ de Tirlemont pour desservir la sucrerie de Hoegaarden, la cour aux marchandises de Jodoigne et la râperie de Longchamps. À partir de la fin des années 1960, les trains sont expédiés depuis Ramillies et Namur en raison du démontage de la ligne entre Hoegaarden et Tirlemont.
En 1973, la section Cognelée - Ramillies - Hoegaarden ferme à son tour. Les rails sont démontés en 1975 ou 1978. Le bâtiment de la gare, identique à celui de Perwez (agrandi par la suite) a été rasé.
L'emplacement de la gare sert aujourd'hui de gare routière pour les lignes de bus du TEC Brabant wallon.

### Gare du vicinal

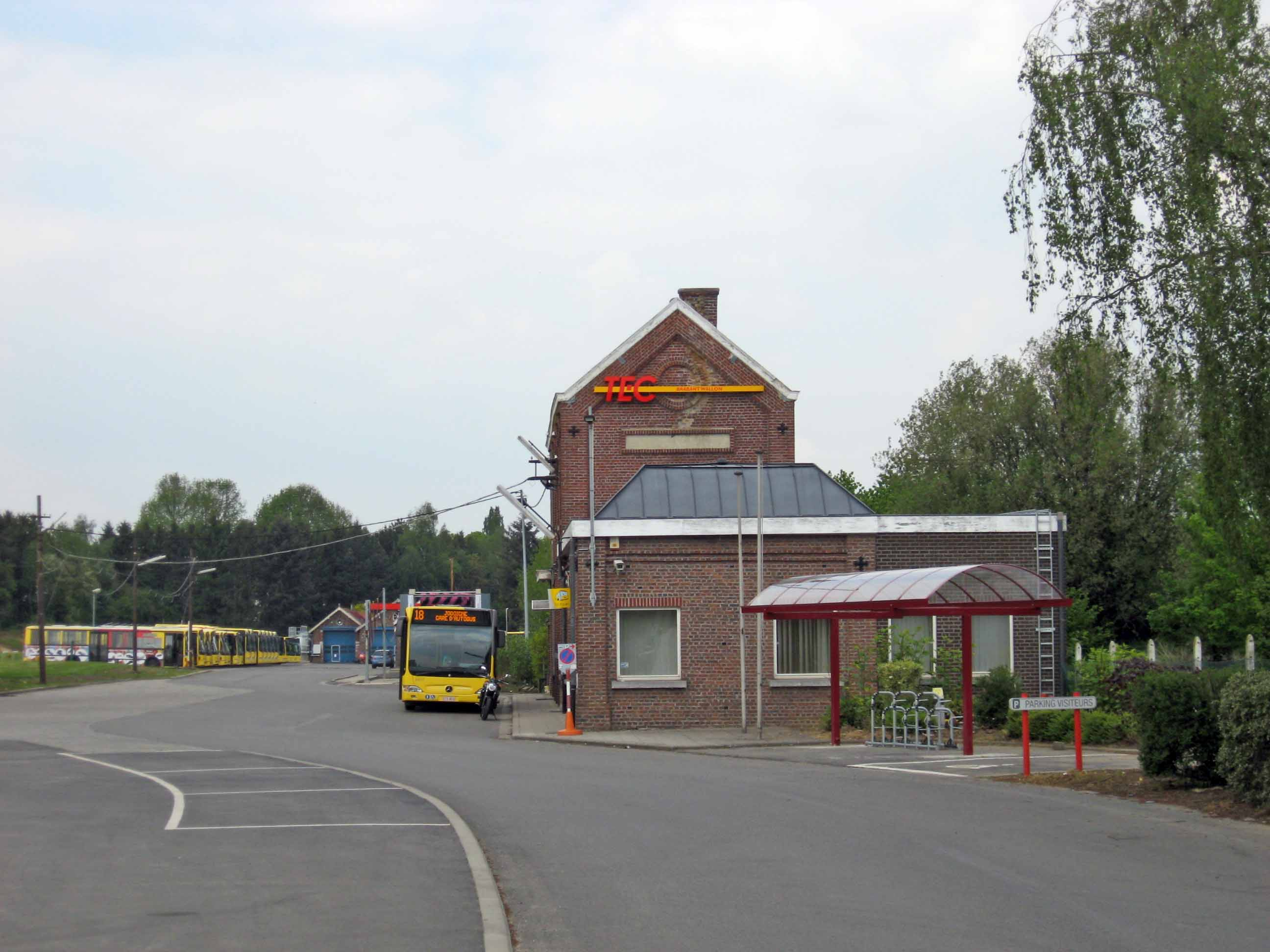
L'ancienne gare du vicinal en 2010

La Société nationale des chemins de fer vicinaux (SNCV) crée une seconde gare à proximité immédiate qui sera par une série de lignes ouvertes de 1887 à 1907 : 311 (Louvain - Jodoigne), 313 (Jodoigne - Wavre), 296 (Bruxelles - Vossem - Jodoigne - Tirlemont) et 315 (Saint-Trond - Overhespen - Jodoigne). Ces lignes ferment de 1954 à 1960 et le dépôt de la gare SNCV de Jodoigne où les locomotives de tramway et autorails étaient entretenus devient un dépôt des bus TEC.